# Яровиця (Луцьк)
Яровиця — історична місцевість в м. Луцьк, колишнє село, центр якого знаходився в районі нинішньої вулиці Франка.
Вперше згадуться 8 грудня 1322 року у грамоті князя Любарта, де Яровиця згадується як місцевість сусідня з Теремном і межує через Острозьку дорогу, яка «іде з Жидичина до Крупої».
У давнину (з 16 ст.) належало роду Четвертинських.
В центрі села стояла церква Вознесіння (1621—1657 рр.). Поруч на площі регулярно проводилися ярмарки. На річці Яровиця (зараз Сапалаївка) був великий став, працював водяний млин.
У 1890 р. було збудовано до Луцька залізницю, споруджено вокзал на Яровицьких полях, згодом військові казарми.
У цей час у селі Яровиця нараховувалося 240 мешканців.
У 1910 році село було включено в межі міста Луцька.
Від колишнього села збереглося велике кладовище. 
Станом на 2010 рік, було декілька могил. 
Неподалік знаходилося караїмське кладовище. 